# Daniel Nader

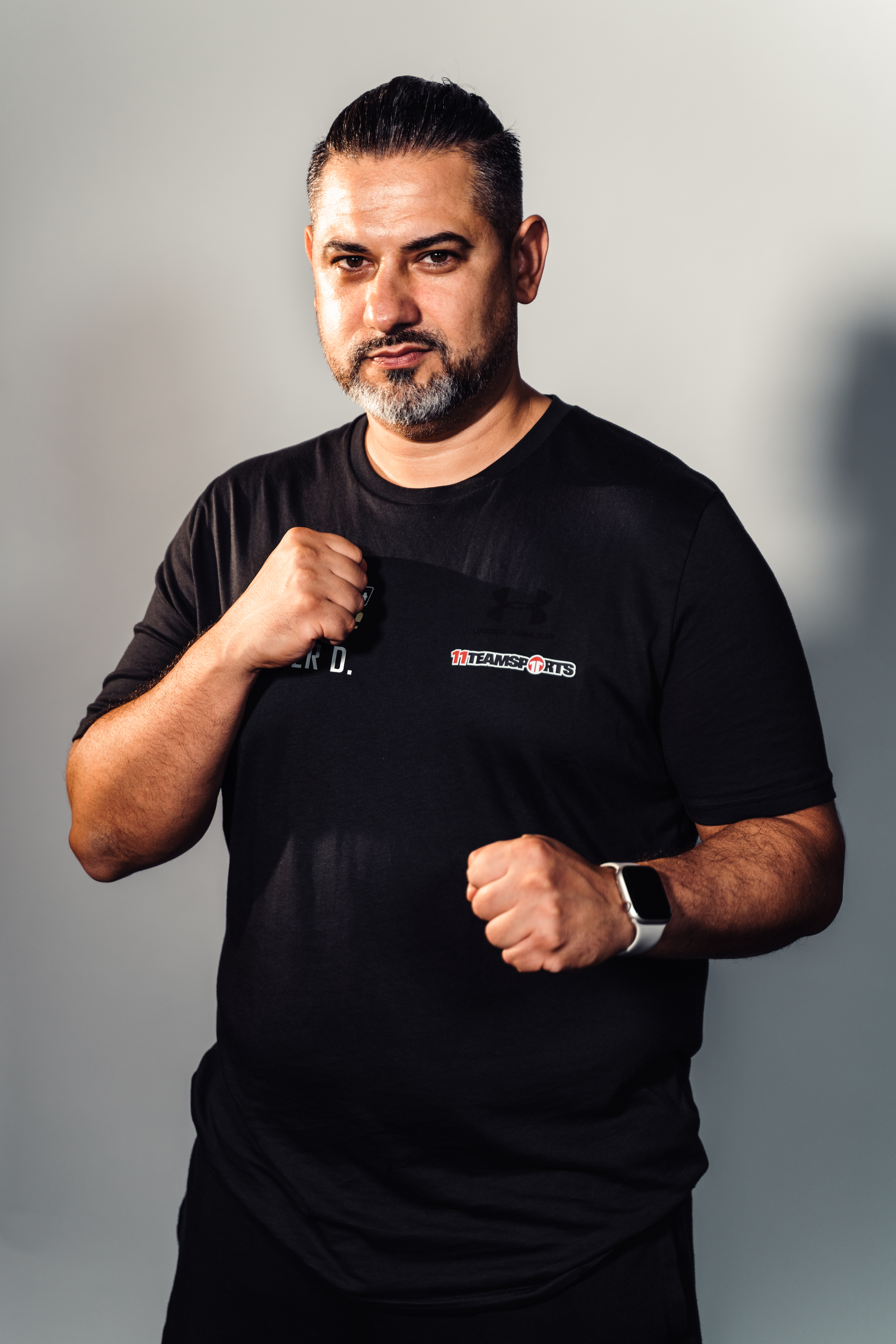
Daniel Nader

Daniel Nader (* 20. Juni 1982 in Wien; † 6. November 2024 in Wien) war ein österreichischer Boxtrainer und Sportfunktionär.

## Leben
Nach einer kurzen Karriere als Amateurboxer widmete sich Daniel Nader der Trainer-Tätigkeit. Als erster Österreicher erwarb er die 3-Sterne-AIBA-Lizenz, die dazu berechtigt, Sportlerinnen und Sportler bei Olympischen Spielen und Weltmeisterschaften zu betreuen. Nader war Nachwuchstrainer sowie Cheftrainer des Österreichischen Boxverbandes.
Als Trainer führte Daniel Nader zahlreiche Amateur- und Profi-Boxerinnen und -Boxer zu nationalen und internationalen Erfolgen, darunter:
- 2013: Marcos Nader: EU-EBU Champion im Mittelgewicht (Titelverteidigung 2014)

- 2017: Aleksandar Mraovic: Silber bei der U22-Europameisterschaft (Amateure)

- 2018: Marcos Nader: Österreichischer Meister FVA im Mittelgewicht

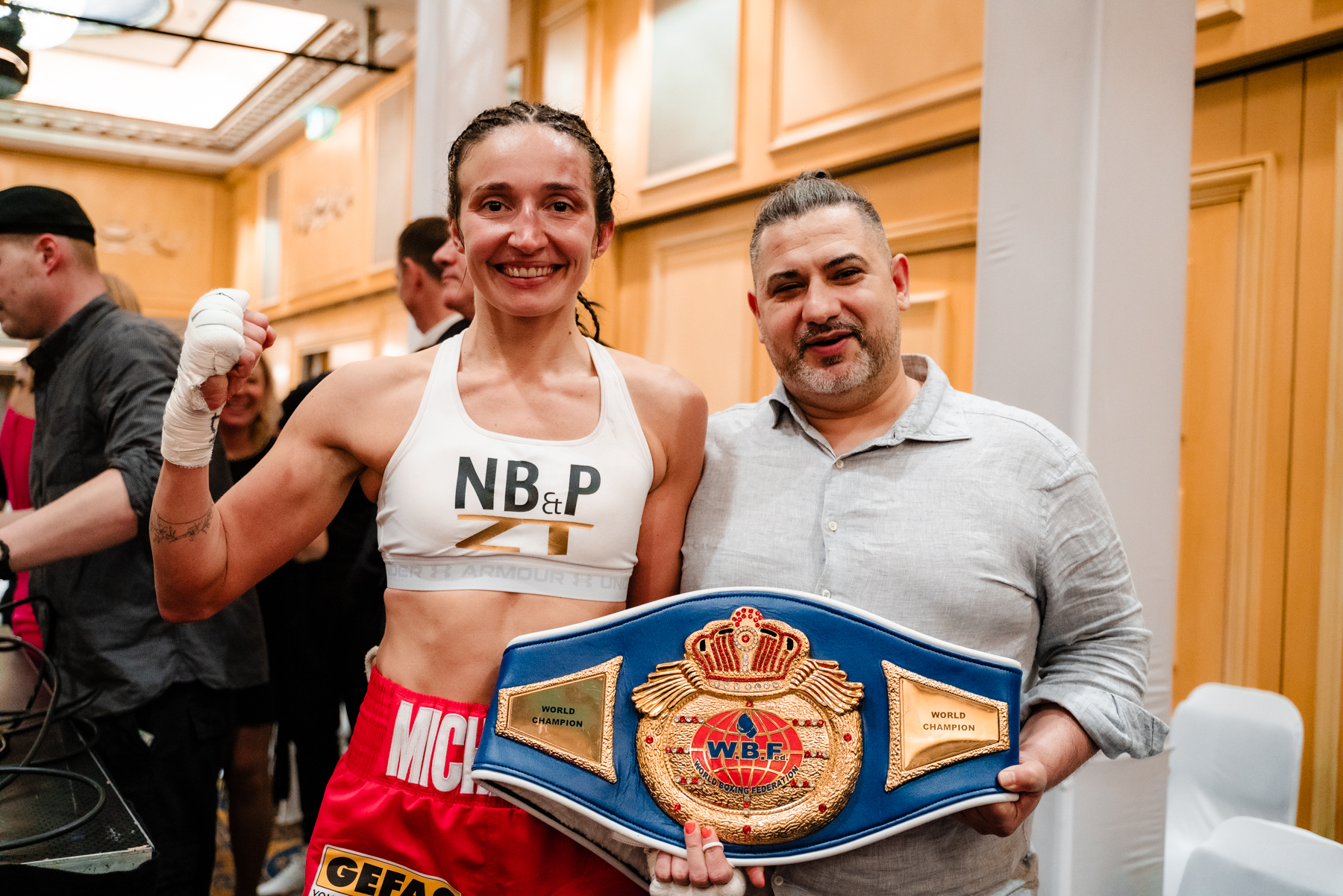
Daniel Nader mit Michaela Kotaskova

- Daniel Nader mit Michaela Kotaskova2019: Marcos Nader: IBF International Champion im Mittelgewicht (Titelverteidigung 2020 und 2021)
- 2021: Stefan Nikolic: Österreichischer Internationaler Meister im Cruisergewicht
- 2023: Stefan Nikolic: WBF Intercontinental Champion im Cruisergewicht
- 2023: Michaela Kotásková: WBF Intercontinental Champion im Weltergewicht (Titelverteidigung 2023)
- 2024: Michaela Kotásková: WBF World Champion im Weltergewicht (Titelverteidigung 2024)

Im Mai 2005 gründete Daniel Nader den Wiener Boxclub Bounce, der heute Österreichs größtes Zentrum für Boxsport ist. 2017 initiierte er die „Bounce Fight Nights“, die größte Box-Wettkampfserie Österreichs. Die „Fight Nights“ bringen immer wieder internationale Titelkämpfe, die auch live im Fernsehen übertragen werden.
Nader war Sportdirektor des Wiener Boxverbandes und Vorstandsmitglied des Österreichischen Boxverbandes sowie Bundes- und Landesreferent im ASKÖ.
Daniel Nader war der Bruder des mehrfachen nationalen und internationalen Mittelgewichts-Champions Marcos Nader. 2022 erhielt er die Diagnose, an der Nervenkrankheit MSA zu leiden, der er 2024 erlag.